# Santa Rosa de Chacabuco
La Corbeta Chacabuco (Santa Rosa o Santa Rosa de Chacabuco) fue un buque de la Armada Argentina partícipe de la Guerra de Independencia Argentina.

## Historia
La corbeta Liberty, construida en Filadelfia y con matrícula de esa ciudad estadounidense fue adquirida en 1816 por Jorge Mac Farlane para su uso como corsaria al servicio de las Provincias Unidas del Río de la Plata en su lucha contra España por la emancipación. La nave tenía 40 metros de eslora, 4,5 de manga, 3,90 de puntal, y un calado medio de 2 metros.
En marzo de 1817 Mac Farlane presentó su solicitud al gobierno figurando él como armador y Rafael Pereyra Lucena como fiador. El gobierno reclamó una fianza y exigió que el armador fuera nativo y vecino de Buenos Aires, por lo que en una nueva presentación Mac Farlane y Lucena intercambiaron sus funciones. El 7 de mayo de 1817 el gobierno extendió la patente de corso n.º 88. 
Renombrada Santa Rosa o Santa Rosa de Chacabuco y tras ser forrada en cobre y armada con 4 cañones largos de a 12 libras ingleses, 2 gónadas cortas de a 12 libras francesas y 8 carronadas de a 18 libras inglesas, el 24 de mayo zarpó en corso rumbo al océano Pacífico al mando del capitán José Turner con una tripulación de 130 a 140 hombres.
En las cercanías de Valparaíso la tripulación se sublevó y tomó el mando de la nave el piloto McDonald. 
En un parte del comodoro William Bowles del 16 de octubre de 1817 desde Valparaíso, se informa que "un buque armado aparejado en Buenos Aires, el Libertad, de 18 cañones, ha sido copado por su tripulación, que se amotinó, y después de haber desembarcado a todos los oficiales un poco hacia el sur de este lugar se ha dedicado, según su propia declaración, a cruceros en contra de todas las naciones. Si tengo la buena fortuna de encontrarlo, espero muy pronto poner fin a su carrera". 

### Hawái´i

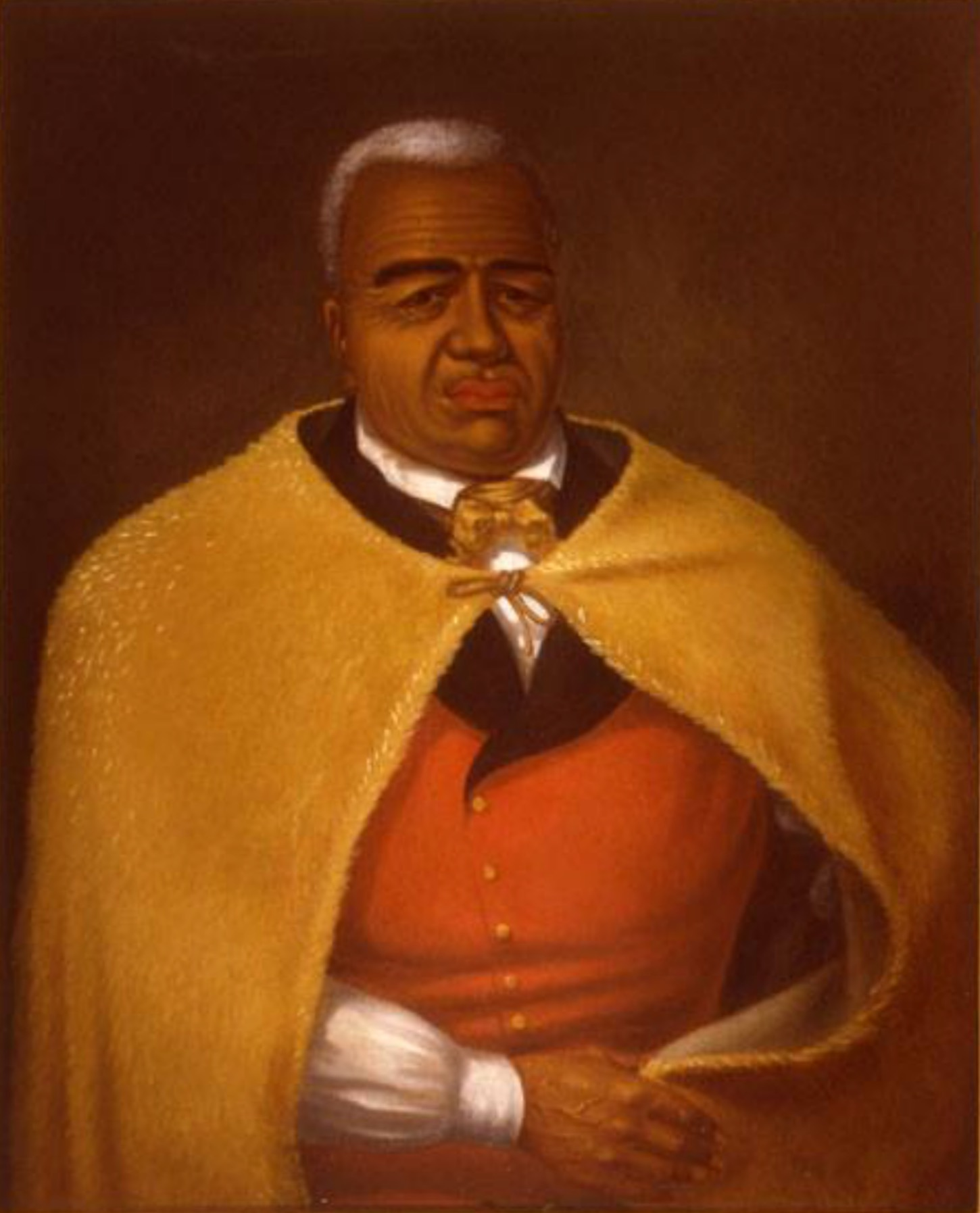
El rey Kamehameha I.

A mediados del mes de agosto de 1818 se produjo un segundo motín en aguas de Hawái a resultas del cual la nave permaneció fondeada en la bahía de Kealakekua, en la costa oeste de la isla de Hawái, en donde se encontraba el puerto de Karakakowa, capital del Reino de Sándwich. 
Para poder abastecerse, los tripulantes debieron cambiar en otros buques que arribaban a la bahía peso a peso el oro obtenido por plata, debido a que en la isla se desconocía ese metal. 
Finalmente, la nave fue desmantelada y vendida al rey Kamehameha I por dos pipas de ron y seiscientos quintales de sándalo, tras lo cual la mayor parte de la tripulación (unos 70 hombres) se dispersaba por el archipiélago tomando mujeres nativas, mientras que la mayoría de los líderes de la revuelta se establecieron en la isla de Atoy, hoy Kauai (la cual no pertenecía a los dominios de Kamehameha), y McDonald y algunos de sus seguidores huía a Cantón.
Los hawaiianos llamaron a la nave Liholilo, alias Kaloholile, es decir, "género azul" por los colores de la bandera argentina.
El 17 de agosto de 1818 la fragata corsaria La Argentina al mando de Hipólito Bouchard arribó a la bahía de Kealakekua . Al tener noticias de que en el puerto se encontraba una corbeta que pertenecía al rey Kamehameha pero que anteriormente había sido española y que la noche anterior había zarpado una fragata con rumbo desconocido, Bouchard partió en persecución de esta última. Al darle alcance tomó conocimiento de que la nave hawaiana era la Santa Rosa y tras detener a bordo nueve hombres supo en el interrogatorio que los tripulantes se habían dispersado por el archipiélago. 
De regreso a puerto, Bouchard exigió a Kamehameha la devolución de la corbeta a las Provincias Unidas del Río de la Plata y la entrega de los amotinados para ser juzgados, a lo cual el rey acordó a cambio de que se le reintegrasen los gastos. El 20 de agosto de 1818, Kamehameha I, por parte del Reino de Sandwich, y Bouchard en nombre de las Provincias Unidas del Río de la Plata, firmaron un acuerdo:

Celebramos un tratado de unión para la paz, la guerra y el comercio, quedando obligado el Rey con esto a remitir a disposición de nuestro supremo gobierno todos los buques que arribasen por aquellas costas, como la Chacabuco, y a darnos hombres y auxilios, cuantos se le pidiesen a nuestro socorro, reconociendo desde entonces nuestra independencia.
Manuscrito de José María Píriz

El 19 de agosto Bouchard se hizo cargo de la nave, llamada durante toda la campaña Santa Rosa,  Tras rearmar la nave y realizar una escala en Kailua, ciudad real de Kamehameha, el 6 de septiembre partieron para Maui para reabastecerse, arribando el 8 de septiembre.
En Maui, Bouchard pudo capturar a otros 19 amotinados. Allí se puso en contacto con Edmund Butler a quien nombró representante comercial de las Provincias Unidas de Sudamérica
Luego se dirigió a la isla de Oahu, donde conoció al secretario real Francisco de Paula y Marín y a Peter Corney, anteriormente empleado de la Northwest Company, a quien entregó el comando de la corbeta Santa Rosa.
Desde allí envió a la isla de Kauai al comandante de infantería José María Píriz para exigir al rey Kaumuali´i la entrega de los restantes amotinados. 
El 1 de octubre Bouchard arribó con La Argentina y la Chacabuco a Atoi, donde Píriz había logrado que 5 de los líderes fueran detenidos en un fuerte artillado con 24 cañones que protegía al puerto. El consejo de guerra decidió condenar a 4 de los líderes a 12 docenas de azotes y a Enrique Griffiths (o Gribinn) a ser fusilado. Temiendo represalias, Kaumuallii dejó escapar a Griffiths durante la noche, por lo que Bouchard bajó a tierra para exigir su entrega. Rechazada su intimación, Bouchard regresó a bordo haciendo responsable al rey de lo que ocurriría, a lo que este respondió:"Si las resultas se reducen á balazos, por cada tiro de sus buques responderé con 24 de mi parte, pues para esto son los cañones que tengo."
El 5 de octubre Bouchard dio borda con sus buques a tiro de cañón del fuerte y dio 6 horas de plazo para la entrega del condenado. Ante el ultimátum, Kaumuallii envió una canoa avisando que a las 8 de la mañana del día siguiente entregaría al condenado. Al llegar esa hora, Bouchard bajó a tierra con una fuerte escolta y recibió al reo en el fuerte procediendo a ejecutarlo.

### Corso
A partir de ese momento, la Chacabuco se sumó al Crucero corsario de La Argentina. Tras capturar a los últimos amotinados en Oahu, la flotilla corsaria partió el 23 de octubre rumbo a la Alta California, reforzada con 60 marineros de la Chacabuco y 80 nativos de las islas (denominados por las fuentes históricas como kanakas). 
El 20 de noviembre de 1818 fue detectada al aproximarse a la bahía de Monterrey. De acuerdo a lo planeado La Argentina se retiró fuera del alcance de la artillería de la plaza debiendo ser remolcada por botes ante la calma imperante. Mientras, la Chacabuco, de menor calado, ingresó al puerto con bandera estadounidense al mando de Peter Corney y fue reforzada por las tropas y marinería de la fragata comandadas por el teniente Williams Sheppard. 
Ante el cansancio de sus hombres, Corney decidió esperar a la mañana para atacar, pero al amanecer descubrió a corta distancia una batería enemiga destacada desde Monterrey por el gobernador Pablo Vicente Solá, quien había sido advertido días antes por la Clarion. Tras un intercambio de fuego de quince minutos, con su buque inmovilizado y el puente lleno de muertos y heridos, Corney arrió la bandera en señal de rendición.
Corney envió a tierra a su segundo Joseph Chapman, junto con dos marineros, que fueron encarcelados. Sin embarcaciones como para intentar tomar la nave rendida, Solá ordenó reiniciar el fuego. Mientras enviaba un parlamentario para solicitar al gobernador que dejara salir a la corbeta, con solo 40 hombres a bordo Bouchard aprovechó la noche para adentrarse en la bahía acercándose al puerto y envió botes para trasladar a la fragata a los sobrevivientes de la Chacabuco. Ya en la madrugada del 24 de noviembre Bouchard desembarcó a una legua del fuerte y tras dispersar a la caballería realista avanzó hacia el fuerte, al tiempo que la Chacabuco abría fuego sobre la batería.
Después de una escasa resistencia, el fuerte y ciudad de Monterrey fueron capturados por las fuerzas argentinas, que, tras seis días de ocupación y ya reparada la Chacabuco, se retiraron rumbo al sur dejando en pie sólo los templos y las casas de los americanos.
Tras efectuar desembarcos en territorio de Santa Bárbara (California), la isla Santa Cruz, la Misión de San Juan Capistrano y la bahía Sebastián Vizcaíno, la escuadra siguió rumbo a San Blas (Nayarit), Acapulco y Sonsonate, El Salvador. El 2 de abril atacó el puerto de El Realejo, Nicaragua, destruyendo dos buques y capturando el lugre Neptuno y la goleta María Sophie.

### Chile
El 3 de abril de 1819 Bouchard dio por finalizado el crucero y se dirigió a Valparaíso. El 9 de julio fondeó en ese puerto la Chacabuco y la María Sophie, el 12 la Neptuno y el 13 La Argentina. El comandante de la escuadra, el británico Thomas Cochrane, capturó las naves acusándolas de piratería pero movido por la codicia por los supuestos tesoros que podrían transportar los corsarios.
Iniciadas las acciones judiciales, para cuando el tribunal ordenó realizar inventarios y sellar las escotillas, las naves ya habían sido saqueadas, retirados todos sus cañones excepto los que llevaba como lastre, así como la carga producto del corso, los víveres y repuestos náuticos, las armas portátiles y prácticamente todo bien de valor que se encontraba a bordo.
Antes de que se expidiera el tribunal, el coronel Mariano Necochea, indignado por la captura de las naves y la prisión de su antiguo camarada, abordó La Argentina al frente de 30 granaderos a caballo y algunos tripulantes del barco expulsando a sablazos a los ocupantes chilenos y volviendo a izar la bandera argentina.
A fines de septiembre las restantes naves estaban ya bajo bandera argentina y en octubre el teniente Tomás Espora iniciaba su alistamiento. El 9 de diciembre el tribunal absolvió finalmente a Bouchard y le devolvió los buques, pero no pudo recuperarse el dinero y las mercaderías.

### Perú
El 4 de enero de 1820 el armador principal de Bouchard Vicente Anastasio de Echevarría obtuvo una nueva patente para la Chacabuco, la número 223, pero tras ser reparada se decidió finalmente destinarla bajo el nombre de Santa Rosa al transporte de ganado y armamento en la Expedición Libertadora del Perú. Para el mes de octubre de 1820 había sido reartillada con 16 cañones. 
En 1821 ya bajo bandera peruana actuó como transporte en la Campaña de Intermedios.
El 5 de febrero de 1824 durante la rebelión de El Callao la Santa Rosa fue capturada por los españoles. El 25 de febrero se produjo el ataque de la escuadra patriota al mando de Martín Jorge Guise:

"A las 2 ½ de esta mañana, he tenido la satisfacción de lograr en parte el fruto de mis deseos. Después de haberse tentado en vano sacar del fondeadero del Callao la fragata de guerra “Huayas”, antes “Venganza” y la “Santa Rosa”, fueron incendiadas e igualmente dos fragatas, un bergantín y una goleta mercante. Al mismo tiempo se consiguió extraer seis fragatas, siete bergantines y dos goletas de la misma clase. [...] Sensible me ha sido la pérdida de la “Venganza” y “Santa Rosa”, que también el Perú la llorará. Es cierto que la falta de auxilio de los otros buques de la escuadra que están destinados por V.E. [Bolívar] fue causa de que no pudiesen sacarse estas dos fragatas. Así pues, mandé quemarlas porque en tales circunstancias valía más perderlas para siempre que dejar en manos del enemigo estos instrumentos de opresión."
Parte de Guise a Simón Bolívar y a Mariano Necochea.